# Francine Niyonsaba
Francine Niyonsaba (née le 5 mai 1993 à Nyenkanda, Bweru, Province de Ruyigi) est une athlète burundaise, spécialiste du 800 mètres.

## Biographie

### Révélation en 2012
Francine Niyonsaba fait ses débuts sur la scène internationale à l'occasion des championnats d'Afrique 2012, à Porto-Novo au Bénin. Elle remporte le titre continental alors qu'elle est totalement inconnue du grand public, en 1 min 59 s 1, devant la Kényane Eunice Sum et la Marocaine Malika Akkaoui. Elle améliore le record national qu'elle avait déjà battu une première fois en séries, et devient la première athlète burundaise médaillée d'or dans des championnats d’Afrique d’athlétisme, à quelques jours des JO de Londres elle devient une prétendante sérieuse. Fin juillet, elle porte le record national à 1 min 58 s 68  lors du meeting Herculis de Monaco, où elle s'incline devant la Russe Elena Kofanova. 
Sélectionnée dans l'équipe du Burundi lors des Jeux olympiques de 2012, à Londres, elle termine septième de la finale du 800 m, dans le temps de 1 min 59 s 63 alors qu'elle s'était blessée à la cuisse (ultérieurement reclassée sixième). Malgré sa déception aux Jeux où elle s'était fixée l'objectif d'obtenir une médaille, elle s'illustre le 7 septembre, en finale de la ligue de diamant, au Mémorial Van Damme de Bruxelles, en remportant la course en 1 min 56 s 59, nouveau record du Burundi, devant la Kényane Pamela Jelimo et la championne olympique en titre russe Mariya Savinova. Elle se classe deuxième du classement général de la compétition (10 pts), derrière Pamela Jelimo (16 pts).
Son ascension au niveau mondial suscite un véritable enthousiasme populaire au Burundi qui n'avait plus eu de champion de renommée mondiale depuis Venuste Niyongabo, vainqueur des Jeux olympiques d'Atlanta en 1996 sur 5 000 m.

### Saison 2013
Elle revient en force lors de la saison 2013 en s'imposant d'entrée lors du deuxième meeting de la ligue de diamant, à Shanghai, devant la Kényane Janeth Jepkosgei et la Marocaine Malika Akkaoui dans le temps de 2 min 0 s 33, meilleure performance mondiale de l'année. Deux semaines plus tard, elle récidive au meeting d'Eugene où elle améliore la meilleure performance mondiale de l'année en 1 min 56 s 72, à seulement 13 centièmes de son record personnel, devançant finalement l'Américaine Brenda Martinez et la Kényane Janeth Jepkosgei.  A un mois des mondiaux de Moscou, Francine Niyonsaba s'impose à nouveau en diamond league au meeting Areva à Paris en 1 min 57 s 26 et confirme sa grande forme et son rang de favorite pour le titre mondial.
Malgré sa très grande forme, Francine Niyonsaba doit déclarer forfait aux mondiaux de Moscou à quelques semaines seulement du début de ceux-ci à cause d'une nouvelle blessure qu'elle s'est faite à l'entraînement,une succession de mauvais concours de circonstances qui  privent de titre ou de quelconque médaille dans une compétition internationale celle que plusieurs considèrent comme la nouvelle perle du 800 m mondial féminin.

### Retour

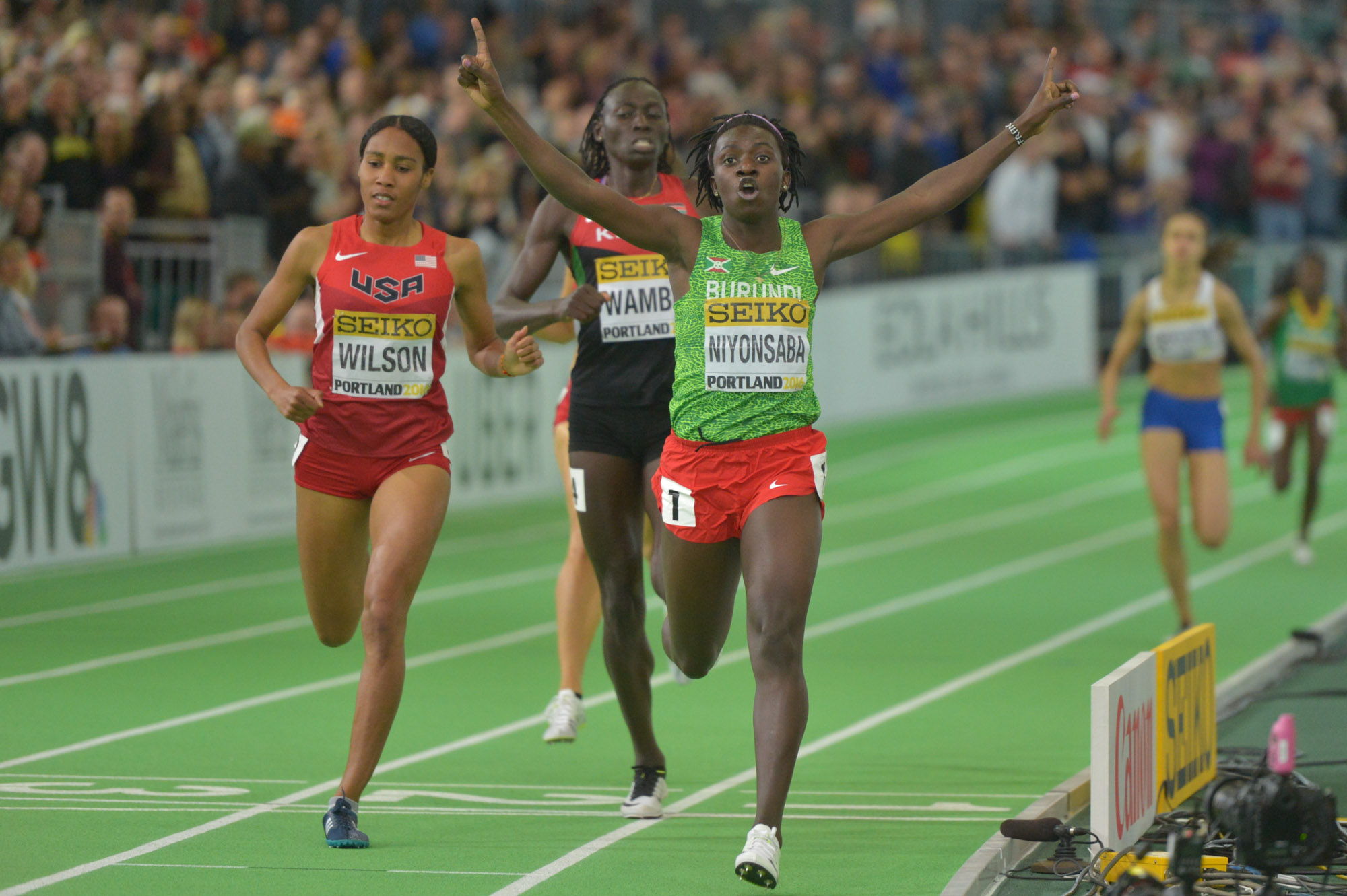
Francine Niyonsaba remporte les championnats du monde en salle de 2016.

De retour sur les pistes en 2015, Francine Niyonsaba remporte le 800 mètres de la réunion de Padoue en 1 min 59 s 62, ce qui lui permet de réaliser les minima pour les Jeux olympiques d'été de 2016. Elle récidive à Rieti dans le temps d' 1 min 57 s 62 et devance la Kényane Faith Chepngetich Kipyegon, pendant que se déroulent les Jeux africains, auxquels elle a dû déclarer forfait faute de moyens accordés par son pays.
Le 20 mars 2016, Niyonsaba est sacrée championne du monde en salle lors des championnats du monde en salle de Portland en 2 min 00 s 01, meilleure performance mondiale de l'année. Le 22 mai suivant, lors du Meeting international Mohammed-VI de Rabat, la Burundaise est battue par Caster Semenya, 1 min 57 s 74 contre 1 min 56 s 64 pour la Sud-Africaine. Elle est désignée porte-drapeau de la délégation burundaise aux jeux olympiques d'été de 2016. Elle y décroche la médaille d'argent  derrière Caster Semenya. La kenyanne Margaret Wambui complète le podium à la troisième marche. 
Le 13 août 2017, Francine Niyonsaba décroche la médaille d'argent des championnats du monde de Londres en 1 min 55 s 92, devancée par Caster Semenya.
Le 3 mars 2018, Francine Niyonsaba conserve son titre du 800 m aux championnats du monde en salle de Birmingham : auteure de la meilleure performance mondiale de l'année en 1 min 58 s 31, également record du Burundi, elle devance au terme d'un sprint de 200 m l'Américaine Ajeé Wilson, 2e en 1 min 58 s 99. La Britannique Shelayna Oskan-Clarke complète le podium avec 1 min 59 s 81.

## Hyperandrogénie
En 2019, il apparaît que l'athlète n'est pas seulement hyperandrogénique (synonyme d'un taux très élevé de testostérone pour une femme) mais est née avec un caryotype 46XY, c'est-à-dire un caryotype masculin.  Elle est donc de genre intersexué, ce qui pourrait lui conférer un avantage physique dans ce type d'épreuves. La Fédération internationale d'athlétisme a, depuis lors, interdit la participation à certaines épreuves de demi-fond des femmes présentant un taux de testostérone supérieur à cinq nanomoles par litre de sang. Depuis lors, l'athlète concourt sur des distances plus longues, pour lesquelles cette norme n'est pas en vigueur,.
En 2021, Francine Niyonsaba bat plusieurs records nationaux sur des distances comprises entre 3 000 m et 10 000 m.
Le 14 septembre 2021 elle s'aligne sur la distance peu courue du 2 000 m et bat le record du monde détenu depuis 2017 par l'Éthiopienne Genzebe Dibaba.

## Palmarès

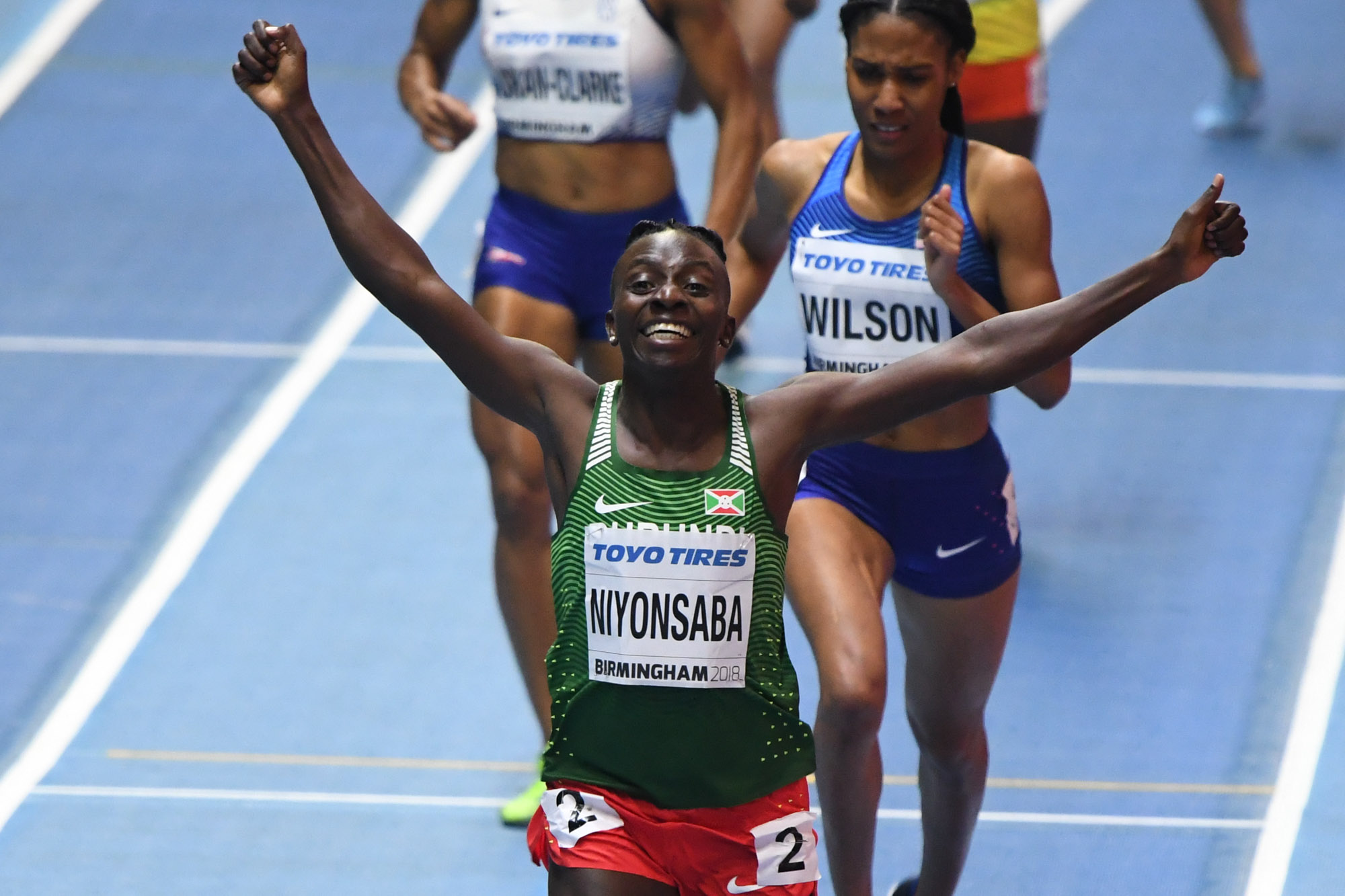
Francine Niyonsaba lors de son titre mondial en salle en 2018.

| Date | Compétition                    | Lieu             | Résultat | Performance     |
| ---- | ------------------------------ | ---------------- | -------- | --------------- |
| 2012 | Championnats d'Afrique         | Porto-Novo       | 1re      | 1 min 59 s 11   |
| 2012 | Jeux olympiques                | Londres          | 5e       | 1 min 59 s 63   |
| 2012 | Ligue de diamant               | Ligue de diamant | 2e       | détails         |
| 2016 | Championnats du monde en salle | Portland         | 1re      | 2 min 00 s 01   |
| 2016 | Jeux olympiques                | Rio de Janeiro   | 2e       | 1 min 56 s 49   |
| 2016 | Ligue de diamant               | Ligue de diamant | 2e       | détails         |
| 2017 | Championnats du monde          | Londres          | 2e       | 1 min 55 s 92   |
| 2017 | Ligue de diamant               | Ligue de diamant | 2e       | 1 min 56 s 71   |
| 2018 | Championnats du monde en salle | Birmingham       | 1re      | 1 min 58 s 31   |
| 2018 | Championnats d'Afrique         | Asaba            | 2e       | 1 min 57 s 97   |
| 2018 | Ligue de diamant               | Ligue de diamant | 6e       | 1 min 59 s 11   |
| 2021 | Jeux olympiques                | Tokyo            | 5e       | 30 min 41 s 93  |
| 2021 | Ligue de diamant               | Ligue de diamant | 1re      | 3 000 m/5 000 m |

## Records
| Épreuve    | Épreuve   | Temps               | Lieu       | Date              |
| ---------- | --------- | ------------------- | ---------- | ----------------- |
| 400 m      |           | 53 s 48 (NR)        | Eugene     | 4 mai 2018        |
| 800 mètres | Plein air | 1 min 55 s 47 (NR)  | Monaco     | 21 juillet 2017   |
| 800 mètres | En salle  | 1 min 58 s 31 (NR)  | Birmingham | 4 mars 2018       |
| 2 000 m    |           | 5 min 21 s 56 (WR)  | Zagreb     | 14 septembre 2021 |
| 3 000 m    |           | 8 min 19 s 08 (NR)  | Paris      | 28 août 2021      |
| 5 000 m    |           | 14 min 25 s 34 (NR) | Bruxelles  | 3 septembre 2021  |
| 10 000 m   |           | 30 min 41 s 93 (NR) | Tokyo      | 7 août 2021       |